# ニャンドマ

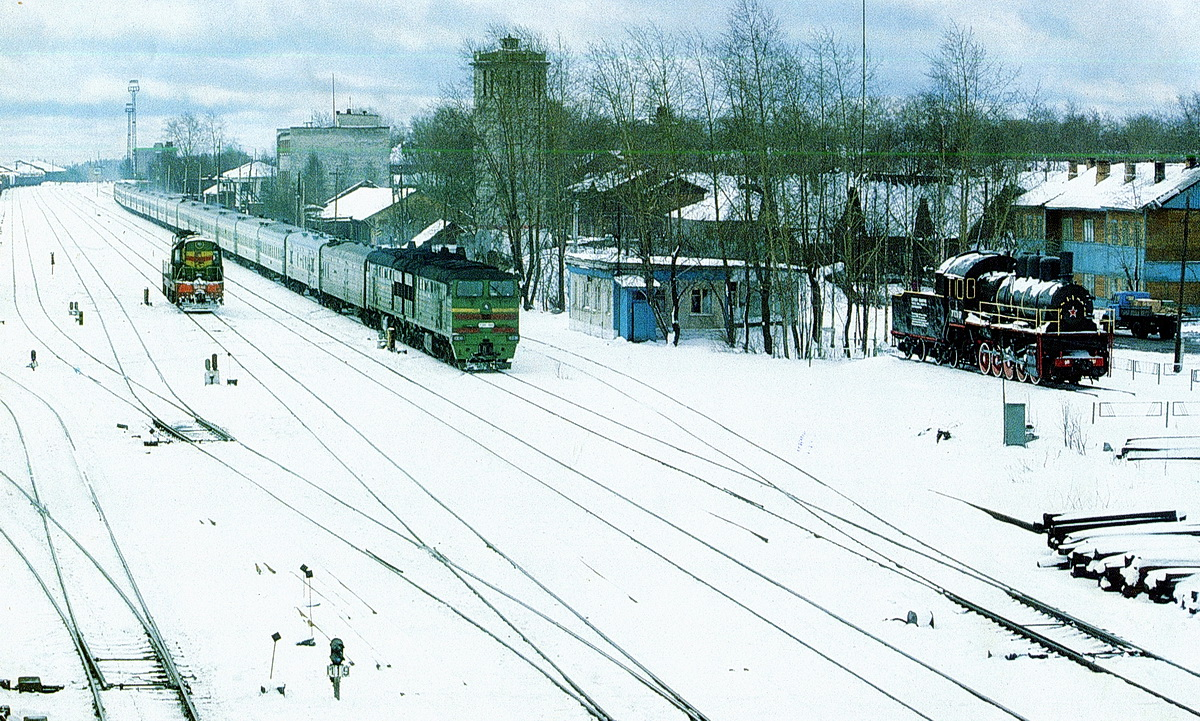

ニャンドマ（ロシア語読みではニャーンダマ、ロシア語：Няндома）はロシア北西部のアルハンゲリスク州の町。人口は1万8473人（2021年）。州都アルハンゲリスクから南へ342kmにあり、北緯61°39′57″、東経40°11′49″に位置する。
「ニャンドマ」の地名はこの地を流れる川から受け、フィン・ウゴル語派の言葉で「肥沃な土地」という意味になる。
コノシャ－アルハンゲリスク間の鉄道に1896年にニャンドマ駅が設置され、1939年に市制が施行された。